# مسجد كوناكري الكبير
مسجد كوناكري الكبير (بالإنجليزية: The Conakry Grand Mosque)‏ مسجد في كوناكري، غينيا، يقع شرق حديقة كوناكري النباتية وبجانب مستشفى دونكا.
بنى المسجد أحمد سيكو توري بتمويل من الملك فهد عاهل المملكة العربية السعودية. افتتح في 1982. هو المسجد الأكبر الرابع في أفريقيا والأكبر في أفريقيا جنوب الصحراء.
يتسع المسجد لـ 2,500 مصلٍ في المستوى العلوي للنساء و10,000 مصلٍ في المستوى السفلي للرجال, وبذلك يكون المجموع 12,500 مصلٍ يمكن أن يصلوا في ساحة المسجد الكبيرة. تحتوي حدائق المسجد على ضريح الـ(Camayanne)، وقبور الأبطال الوطنيين مثل ساموري توري، أحمد سيكو توري وألفا يايا.
يعاني المسجد من قلة الصيانة وقلة الماء والكهرباء، على الرغم من تبرع كبير بلغ 20 بليون فرنك غيني من قبل المملكة العربية السعودية في 2003.
في يوم الجمعة (الثاني من أكتوبر/تشرين الأول 2009) وضعت 58 جثة من ضحايا (مذبحة الثامن والعشرين من سبتمبر/أيلول) أمام المسجد. واجتمع عدد كبير من النادبين والمحتجين، مما أدى إلى اشتباكات مع الشرطة. الشرطة ردت بالغاز المسيل للدموع، وأغرقت داخل المسجد.

## أعلام
- أحمد سيكو توري